# Gift Mphande
Gift Mphande (ur. 19 listopada 2003) – zambijski piłkarz grający na pozycji środkowego obrońcy. Od 2023 jest zawodnikiem klubu Hapoel Ironi Riszon le-Cijjon.

## Kariera klubowa
Swoją karierę piłkarską Mphande rozpoczął w klubie Atletico Lusaka. W sezonie 2022/2023 zadebiutował w jego barwach w drugiej lidze zambijskiej. Latem 2023 przeszedł do izraelskiego drugoligowego klubu Hapoel Ironi Riszon le-Cijjon.

## Kariera reprezentacyjna
W reprezentacji Zambii Mphande zadebiutował 21 listopada 2023 w przegranym 1:2 meczu eliminacji do MŚ 2026 z Nigrem, rozegranym w Marrakeszu. W 2024 roku powołano go do kadry na Puchar Narodów Afryki 2023. Nie wystąpił w nim w żadnym meczu.